# Danalia dohrnii
Danalia dohrnii is een pissebed uit de familie Cryptoniscidae. De wetenschappelijke naam van de soort is voor het eerst geldig gepubliceerd in 1887 door Giard.